# Schloss Rannungen

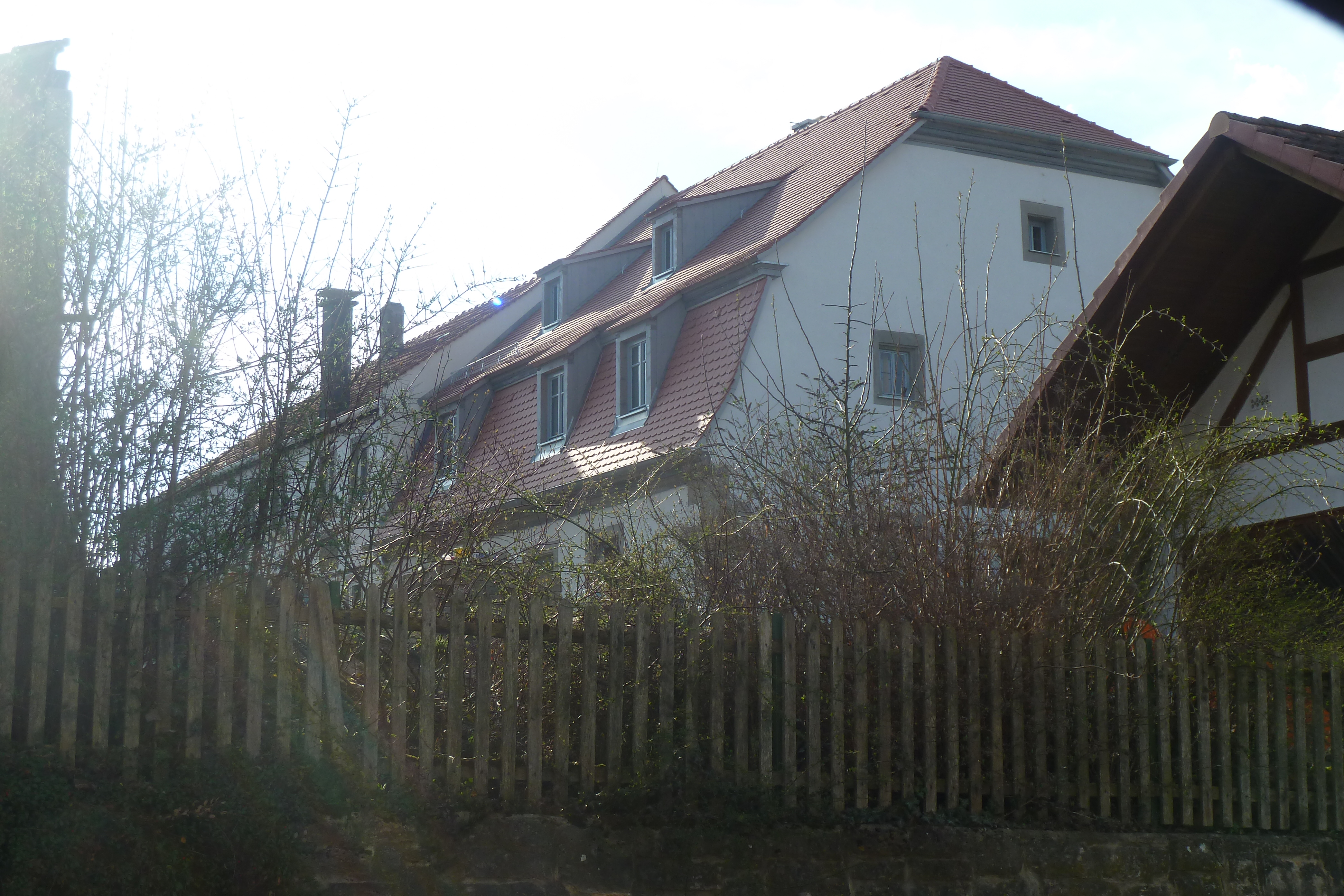
Hauptgebäude nach der Renovierung (2017)

Das Schloss Rannungen ist ein ehemaliger Adelssitz in der Ortsmitte der Gemeinde Rannungen (Unterfranken). Es ist in der Bayerischen Denkmalliste unter der Aktennummer D-6-72-143-10 geführt.

## Geschichte
Das Schloss wird als Ansitz der „Herren von Rannungen“ im Hochmittelalter zum ersten Mal urkundlich erwähnt. In einer Besitzurkunde von 1303 ist von einer Kemenate zu Rannungen die Rede, der Überlieferung nach eine kleine Höhenburg, an die sich Kirche und Bauernhöfe anschlossen. Spätere Herren und Eigentümer des Schlosses waren die Familie von Herbilstadt und nach deren Aussterben seit dem 16. Jahrhundert die Freiherren von Münster, die im Werntal (bis Euerbach, Vasbühl), im Grabfeld (bis Kleineibstadt) und im Steigerwald (Stammsitz in Lisberg) begütert waren.
Die Anlage diente von jeher als Wohn- und Verwaltungssitz der adeligen Herren des Dorfes, welche bis 1803 über ungefähr die Hälfte der Dorfbewohner Grundherrschaft und niedere Gerichtsbarkeit innehatten.
Im Zuge des Bauernaufstandes wurde das Schloss 1525 niedergebrannt. Ab 1543 wurde es wiederaufgebaut, wie die entsprechende Jahreszahl links neben dem Eingang besagt. Den Dreißigjährigen Krieg überstand das Schloss fast unbeschadet. Beim großen Dorfbrand von 1726 wurde es stark in Mitleidenschaft gezogen, aber bald wiederhergerichtet. Als im Jahre 1782 jedoch Dachstuhl und Obergeschoss einstürzten, wurde das Gebäude nicht mehr vollständig saniert und im Erdgeschoss zur Bauernwohnung umgebaut. Die adeligen Herren wohnten deshalb im inzwischen verschwundenen Amtshaus (heute Schwesternhaus/Pfarrheim) oder ganz in Kleineibstadt.
Als letzter Angehöriger des Rannunger Zweiges der Familie starb Carl Freiherr von Münster am 6. November 1823 im Schloss. Als die von Münster 1866 Insolvenz anmeldeten, gingen das Schloss und die dazugehörigen Besitzungen (zusammen mit dem Stammsitz Kleineibstadt) zunächst auf den jüdischen Kaufmann Levi Rosenblüth über, danach wurden sie an die Dorfbevölkerung verkauft. Seitdem ist das Schloss in Privatbesitz und wird landwirtschaftlich genutzt.

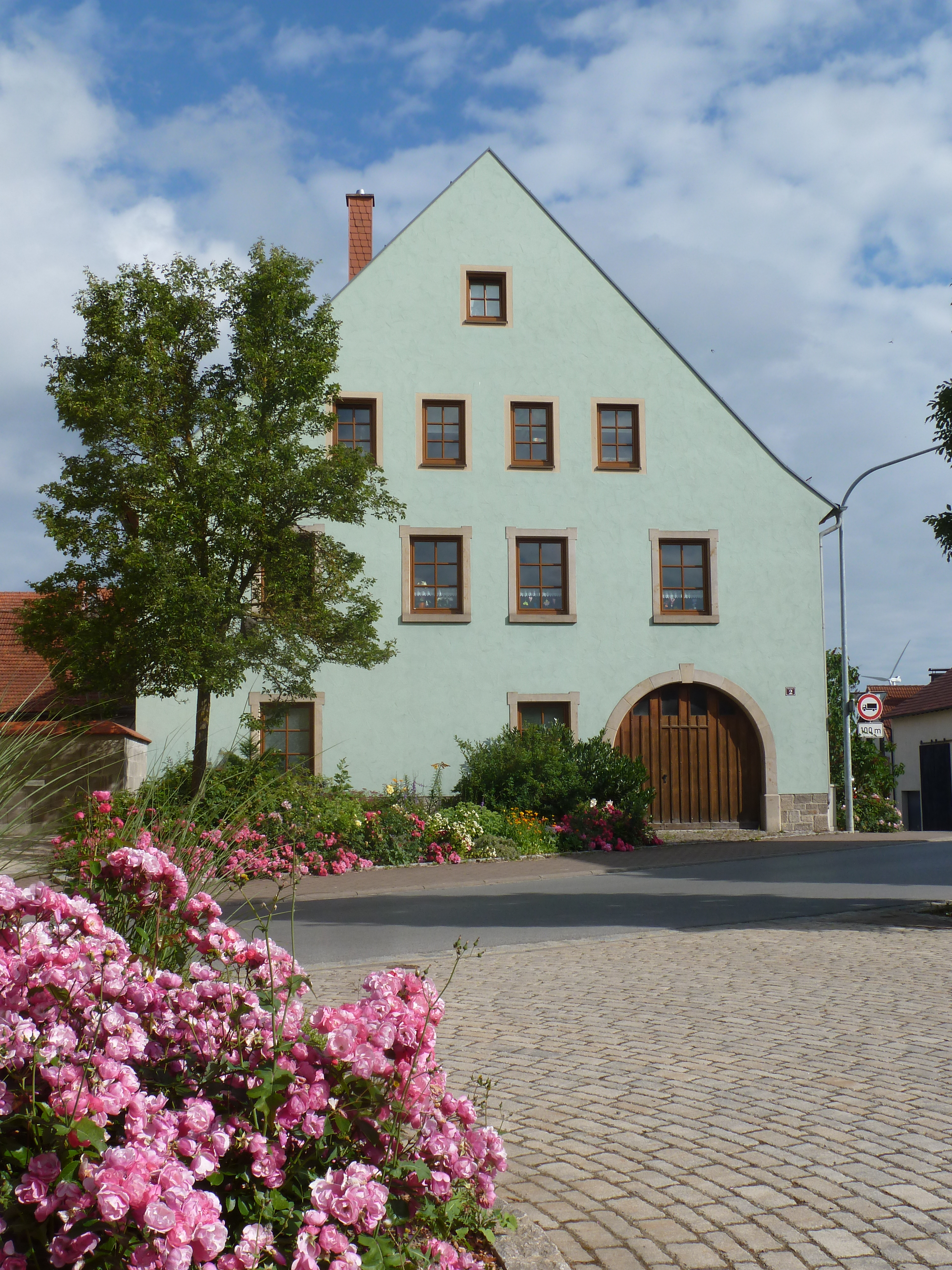
Nebengebäude mit neuer Fassade (2016)

## Beschreibung
In einem Dokument der Familie von Herbilstadt vom Beginn des 16. Jahrhunderts werden nicht nur die Rannunger Kemenate, sondern auch die Vogtei und die Gaden im Kirchhof genannt. Heute sind von der Anlage, die also ursprünglich ein größeres Areal samt einer Gaden-Anlage und wohl einem Graben umfasste (heute in etwa Pfarrhof, Schwesternheim, Pfarrheim, Schule), nur noch zwei Gebäude geblieben: Der Hauptbau ist ein zweigeschossiges massives Wohnhaus aus Sand- und Bruchstein mit einem Krüppelwalmdach. Es trägt die Jahreszahl 1543, wurde aber mehrfach um- bzw. rückgebaut. Das Nebengebäude (ehemalige Zehntscheuer der adeligen Herrn) geht im Kern ebenfalls auf das 16. Jahrhundert zurück.
Koordinaten: 50° 10′ 2,7″ N, 10° 12′ 18,3″ O